# Jürgen Vocke
Jürgen Vocke (* 23. April 1943 in Jena) ist ein deutscher Jurist und bayerischer Landespolitiker (CSU), der zeitweise Abgeordneter des Bayerischen Landtags war und von 1994 bis 2019 dem Bayerischen Jagdverband (BJV) als Präsident vorstand.

## Ausbildung und Beruf
Jürgen Vocke studierte nach dem Abitur von 1964 bis 1969 Rechtswissenschaften und promovierte während seiner Referendarzeit 1969 bis 1972 zum Dr. jur. Nach dem Studium arbeitete er seit 1993 bei der Bayerischen Finanzverwaltung und ab 1981 als Richter am Finanzgericht. Seit 1973 ist er stellvertretender Vorsitzender Richter. Zwischen 1975 und 1998 war er Lehrbeauftragter an in- und ausländischen Hochschulen für Steuerrecht, darunter Honorarprofessor an der Fachhochschule München.

## Privatleben
Jürgen Vocke ist römisch-katholischer Konfession, verheiratet und hat drei Kinder. Er wohnt in Ebersberg.

## Politik
Jürgen Vocke ist seit 1996 CSU-Mitglied. Am 28. September 1998 wurde er Mitglied des Bayerischen Landtags und dort Mitglied des Ausschusses für Umwelt und Verbraucherschutz, Mitglied des Ausschusses für Landwirtschaft und Forsten und Mitglied der Richter-Wahl-Kommission. Zur Landtagswahl in Bayern 2008 stand er nicht mehr zur Wahl.

## Sonstige Ämter
Jürgen Vocke war von 1994 bis 2019 Präsident des Bayerischen Jagdverbandes (BJV), dessen Präsidium er seit 1990 angehörte, und war von 1981 bis 1997 Vorsitzender der Kreisgruppe Ebersberg sowie von 2002 bis 2006 Vorsitzender des BJV-Regierungsbezirksvorsitzender von Oberbayern. Unter seinem Vorsitz vollzog sich zum Jahresende 2009 auch der Austritt des BJV aus dem Deutschen Jagdschutz-Verband (DJV). Vocke hatte zuvor seit 1994 dem Präsidium des DJV angehört und war ab 1995 auch Vizepräsident des DJV.
Daneben war er seit 1994 Vorsitzender des Verwaltungsrates der Wildlandgesellschaft mbH, seit 1996 Vorsitzender des Stifter- und Verwaltungsrates des Deutschen Jagd- und Fischerei-Museums in München sowie Vorsitzender der Bayerischen Akademie für Tierschutz, Umwelt und Jagdwissenschaft. Zudem war er seit 1995 Mitglied im Obersten Jagdbeirat und seit 2006 Mitglied im Obersten Naturschutzbeirat des Freistaats Bayern. Jürgen Vocke war außerdem Vorsitzender der Schutzgemeinschaft Ebersberger Forst und Mitglied im Beirat Bayerische Staatsforsten.
Er ist Vorsitzender der Kreisgruppe Ebersberg des Vereins Lebenshilfe e. V., seit 2004 Beiratsmitglied des ADAC Südbayern und Beirat im Bayernbund.

## Kritik
Bereits 2005 wurden Vorwürfe gegen Vocke laut, er zahle sich als Präsident des Landesjagdverbandes Bayern völlig überzogene Aufwandsentschädigungen aus. Außerdem soll er einem Journalisten einen lukrativen Beratervertrag zugeschanzt haben, nur um sich dessen Wohlwollen zu sichern.
2019 verdichteten sich bei der Prüfung durch einen Wirtschaftsprüfer die Vorwürfe gegen Vocke. Jürgen Vocke wurde wegen Verdachts der Untreue und der Unterschlagung bei der Staatsanwaltschaft München angezeigt. Ihm wurden zahlreiche finanzielle Unregelmäßigkeiten vorgeworfen. Er erhielt beträchtliche Aufwandsentschädigungen und hohe Spesensummen vom Verband. Mitte Oktober 2019 erklärte Vocke seinen vorzeitigen Rücktritt vom Amt des Verbandspräsidenten.

## Ehrungen
- 2011: Verdienstkreuz am Bande der Bundesrepublik Deutschland
- 2014: Medaille für besondere Verdienste um Bayern in einem Vereinten Europa

## Schriften
- Gewerbesteuer, Schäffers Grundriß des Rechts und der Wirtschaft (Band 39, Teil 4: Abteilung 2, Öffentliches Recht), Kohlhammer, Stuttgart/Berlin/Köln/Mainz 1977 ISBN 3-17-004126-6
- Abgabenordnung und Finanzgerichtsordnung: Steuerverfahren, Schäffers Grundriß des Rechts und der Wirtschaft (Band 39, Teil 6: Abteilung 2, Öffentliches Recht), Kohlhammer, Stuttgart/Berlin/Köln/Mainz 1979 (2. Auflage im Schaeffers-Grundriß-Verlag von Decker und Müller, Heidelberg 1988, ISBN 3-8226-0288-4)